# Goetmals Wood
Goetmals Wood, född 1 maj 1994, död 13 juni 2023 var en fransk varmblodig travhäst. Han tränades och kördes av Jean-Pierre Dubois.
Han började tävla i mars 1997 och inledde med en seger. Han sprang under sin karriär in 894 190 euro på 66 starter, varav 14 segrar, 13 andraplatser och 7 tredjeplatser. Han tog tog karriärens största seger i Prix des Ducs de Normandie (1999). Han vann även Prix Charles Tiercelin (1998), Prix de Tonnac-Villeneuve (1998), Prix Éphrem Houel (1998), Prix Phaeton (1998), Prix de Croix (1999), Prix Jean Le Gonidec (1999). Han kom även på andraplats i Prix Gaston de Wazières (1998), Prix Guy Le Gonidec (1998), Prix Octave Douesnel (1998), Prix Ariste-Hémard (1998), Prix Roederer (1999), Critérium de vitesse de Basse-Normandie (1999), Prix de La Haye (1999), Critérium des 5 ans (1999), Prix de l'Étoile (1999), Prix des Ducs de Normandie (2000), Prix du Monde de Trot (2000), Prix de Washington (2000) och på tredjeplats i Prix de Milan (1998), Prix Chambon P (1999), Prix Jockey (1999), Europeiskt femåringschampionat (1999), Prix de Paris (2000) och Prix René Ballière (2000).

## Statistik
| Statistik för Goetmals Wood (Ref.) | Statistik för Goetmals Wood (Ref.) | Statistik för Goetmals Wood (Ref.) | Statistik för Goetmals Wood (Ref.) | Statistik för Goetmals Wood (Ref.) | Statistik för Goetmals Wood (Ref.) |
| ---------------------------------- | ---------------------------------- | ---------------------------------- | ---------------------------------- | ---------------------------------- | ---------------------------------- |
| Starter                            | Placeringar                        | Startprissumma                     | Segerprocent                       | Platsprocent                       | Rekord                             |
| 66                                 | 14-13-7                            | 894 190 euro                       | 21 %                               | 52 %                               | 1.11,9ak,                          |